# Ŭndŏk
Ŭndŏk (kor. 은덕군, Ŭndŏk-gun, do 1977 roku także Kyŏnghŭng,  kor. 경흥군, Kyŏnghŭng-gun) – powiat w Korei Północnej, w północno-wschodniej części prowincji Hamgyŏng Północny. W 2008 roku liczył 89 244 mieszkańców. Graniczy z powiatem Kyŏngwŏn od północy, z należącym do Chin miastem Hunchun (prowincja Jilin), od północnego wschodu (granicę wytycza rzeka Tuman) ze specjalną strefą ekonomiczną Rasŏn od południa, a także z należącymi do Rosji okręgiem ussuryjskim i rejonem hasańskim Kraju Nadmorskiego.

## Geografia
Najwyższe wzniesienie to góra Songjin (1146 m n.p.m.). Oprócz górzystej, południowo-zachodniej części powiatu, na jego terenie dominują niskie wzniesienia, a także łąki i pola. 80% powierzchni powiatu stanowi las. Główną rzeką powiatu jest Tuman, wytyczający granicę Korei Północnej z Chinami i Rosją.

## Historia
Powiat Kyŏnghŭng powstał w 1895 roku. W 1949 roku w skład powiatu włączono miejscowości (kor. myŏn) Hwabang (z powiatu Jongsŏng) i Yudŏk (z powiatu Kyŏngwŏn). W ramach gruntownej reformy podziału administracyjnego w grudniu 1952 z terenu powiatu wyłączono miejscowości Unggi oraz Nosŏ (na rzecz powiatu Unggi) oraz P'unghae (na rzecz miasta Rasŏn). W roku 1977 nazwę powiatu zmieniono na Ŭndŏk.

## Gospodarka
Najważniejsza gałąź gospodarki powiatu to górnictwo węgla, zarówno kamiennego, jak i brunatnego. Istotne dla lokalnej gospodarki jest też rolnictwo. Występują uprawy kukurydzy, ryżu, soi oraz ziemniaków.

## Transport
Przez powiat przebiegają dwie linie kolejowe: Hambuk (Ch’ŏngjin-Rasŏn, 331 km) oraz jej 10-kilometrowe odgałęzienie, niezelektryfikowana linia Hoeam (Haksong-Obong).

## Podział administracyjny powiatu
W skład powiatu wchodzą następujące jednostki administracyjne:
| Nazwa jednostki administracyjnej | Rodzaj jednostki administracyjnej | Chosŏn'gŭl   | Hancha       |
| -------------------------------- | --------------------------------- | ------------ | ------------ |
| Kyŏnghŭng-ŭp                     | miasteczko                        | 경흥읍       | 慶興邑       |
| Ryongyŏn-rodongjagu              | dzielnica pracownicza             | 룡연로동자구 | 龍淵勞動者區 |
| Myŏngnyong-rodongjagu            | dzielnica pracownicza             | 명룡로동자구 | 明龍勞動者區 |
| O'bong-rodongjagu                | dzielnica pracownicza             | 오봉로동자구 | 梧鳳勞動者區 |
| T'aeyang-ri                      | wieś                              | 태양리       | 太陽里       |
| Haksong-ri                       | wieś                              | 학송리       | 鶴松里       |
| Songhak-ri                       | wieś                              | 송학리       | 松鶴里       |
| Sin'asan-ri                      | wieś                              | 신아산리     | 新阿山里     |
| Jangp'yŏng-ri                    | wieś                              | 장평리       | 長坪里       |
| Kwirak-ri                        | wieś                              | 귀락리       | 貴洛里       |
| Songsan-ri                       | wieś                              | 송산리       | 松山里       |
| Myŏngdŏk-ri                      | wieś                              | 명덕리       | 明德里       |
| Angil-ri                         | wieś                              | 안길리       | 安吉里       |
| Kŭmsong-ri                       | wieś                              | 금송리       | 金松里       |
| Rokya-ri                         | wieś                              | 록야리       | 鹿野里       |
| Ch'ŏlju-ri                       | wieś                              | 철주리       | 鐵柱里       |